# Нові пригоди Доні і Міккі
«Нові пригоди Доні і Міккі» (рос. «Новые приключения Дони и Микки») — російський радянський художній фільм 1973 року режисерів Георгія Бабушкіна і Степана Ісаакян-Серебрякова.

## Сюжет
Розповідь про веселі пригоди мавпочок-шимпанзе Доні і Міккі.

## У ролях
- Савелій Крамаров
- Лев Лемке
- Ілля Рутберг
- Олексій Смирнов
- Елла Некрасова

## Творча група
- Автори сценарію: Фелікс Камов, Олександр Курляндський, Аркадій Хайт
- Режисери-постановники: Георгій Бабушкін, Степан Ісаакян-Серебряков
- Оператор-постановник: Костянтин Хлопунов
- Художник-постановник: Володимир Гордєєва
- Композитор: Юрій Чичков
- Автор текстів пісень: Юрій Ентін
- Звукооператор: Олександр Нейман
- Художники по костюмах: Раїса Путінцєва, І. Іванова
- Художник-грімер: Тетьяна Бауліна
- Монтажер: Тетяна Пахомичєва
- Редактор: Володимир Розіна
- Музикальний редактор: Олена Чєрницька
- Комбіновані зйомки: оператор — Олександр Пекар; художник — Володимир Седова
- Диригент: Георгій Гаранян
- Солістка: Ірина Алабіна
- Директор картини: Н. Чєрвонний